# Dagmar Heib

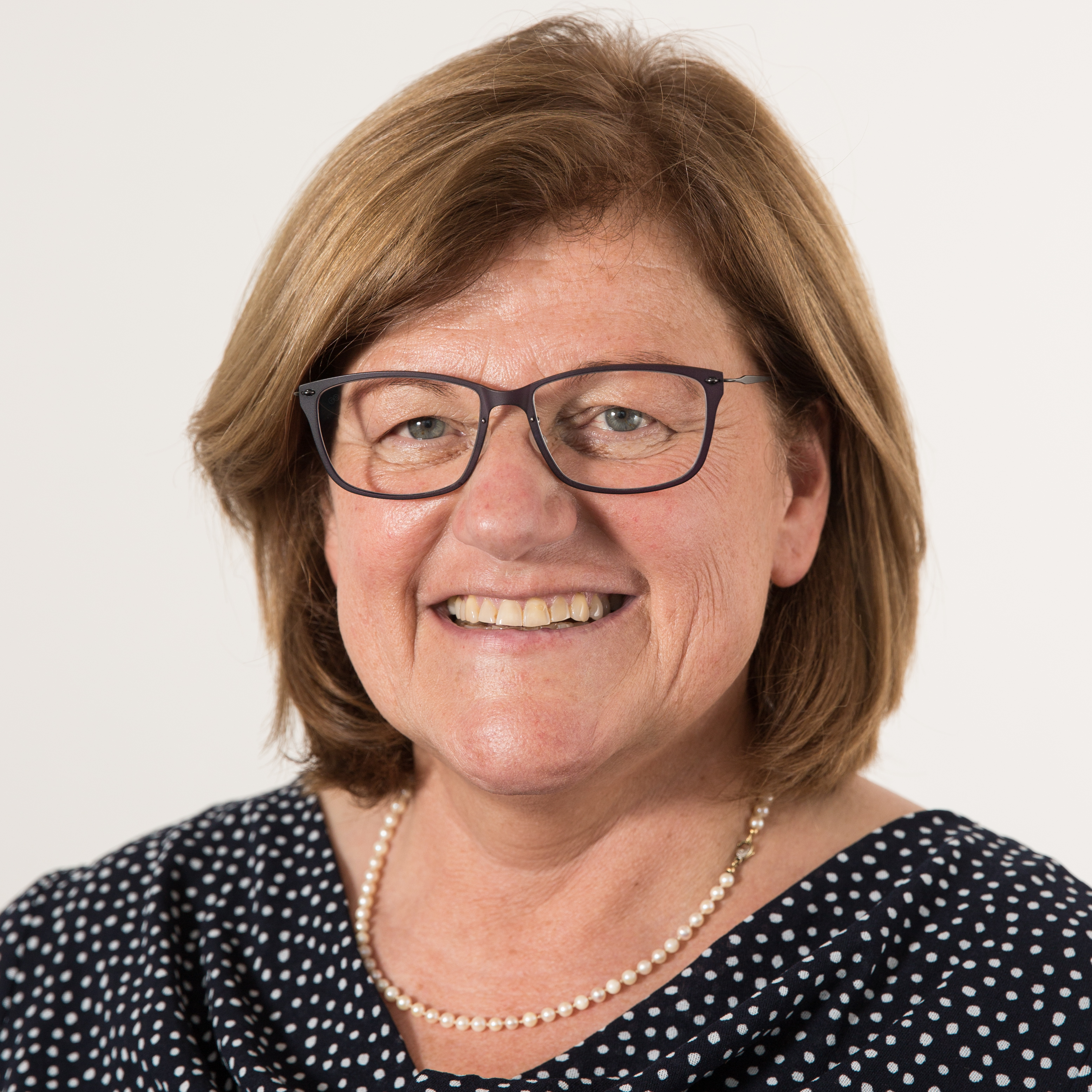
Dagmar Heib (2017)

Dagmar Heib (* 29. Januar 1963 in Saarlouis) ist eine deutsche Politikerin und Mitglied der CDU. Sie ist seit 2004 Mitglied des Saarländischen Landtages sowie seit 2022 dessen Vizepräsidentin.

## Ausbildung und Beruf
Nach ihrem Abitur am Max-Planck-Gymnasium Saarlouis absolvierte sie ein Jurastudium in Saarbrücken, Lausanne und Bonn. 1990 erhielt sie das 1. Staatsexamen und 1992 das 2. Staatsexamen. Die Referendarzeit absolvierte sie in Trier. 1992 begann sie mit einer Juristischen Tätigkeit in einer europäischen Anwaltskanzlei in Brüssel. 1993 folgte eine juristische Tätigkeit in einem europäischen Verbandsbüro in Brüssel. 1994 wurde sie wissenschaftliche Mitarbeiterin bei der CDU-Landtagsfraktion. Von 1997 bis 2004 war sie in Elternteilzeit und arbeitete gleichzeitig in einem mittelständischen Unternehmen.

## Familie
Dagmar Heib ist verheiratet und hat einen Sohn und eine Tochter.

## Politische Funktionen
Heib wurde 1979 Mitglied der Jungen Union. 1984 erfolgte der Eintritt in die CDU. Seit 1994 ist sie Stadtverordnete im Dillinger Stadtrat, Mitglied im CDU-Stadtverbandsvorstand Dillingen, stellvertretende Vorsitzende im Ortsverband CDU Innenstadt und Mitglied im Vorstand der Frauen Union Dillingen. 2003 wurde sie Mitglied im Vorstand des CDU-Kreisverbandes Saarlouis. Seit 2004 ist sie Mitglied des saarländischen Landtages und stellvertretende Kreisvorsitzende. Seit März 2004 ist sie Vorsitzende der CDU-Stadtratsfraktion.
Mit der vorgezogenen Landtagswahl vom 25. März 2012 schied sie zunächst aus dem Landtag aus, durch den Mandatsverzicht Georg Jungmanns als Staatssekretär durfte sie ihr Mandat doch behalten. Im 16. Landtag wurde sie von ihrer Fraktion zur Stellvertretenden Fraktionsvorsitzenden gewählt.  Seit 2022 ist Heib erste Landtagsvizepräsidentin.

## Mitglied in Ausschüssen
- Bildung, Kultur und Wissenschaft
- Eingaben
- Europaangelegenheiten sowie Fragen des interregionalen Parlamentarierrates
- Inneres, Datenschutz, Familie, Frauen und Sport
- Justiz, Verfassungs- und Rechtsfragen und Wahlprüfung

## Arbeit in Vereinen und Verbänden
Dagmar Heib ist seit dem Jahr 2021 Präsidentin der DLRG Landesverband Saar e.V. Zuvor war sie zwei Legislaturperioden Vorsitzende des Schiedsgericht der DLRG Landesverband Saar e.V. 
Heib ist Mitglied der überparteilichen Europa-Union Deutschland, die sich für ein föderales Europa und den europäischen Einigungsprozess einsetzt.